# Comitium

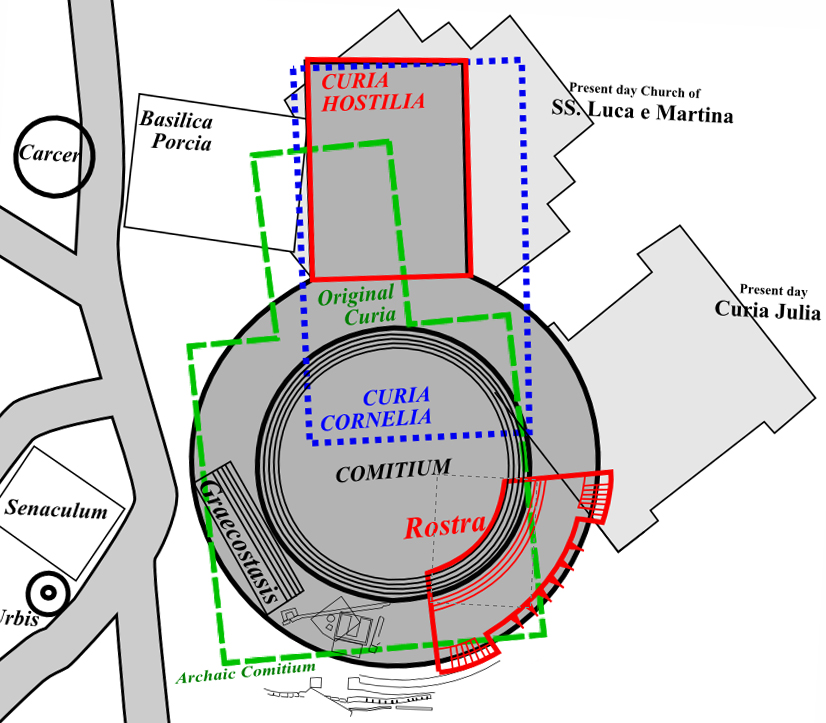
Foro Romano con el Comitium en su forma circular y en verde punteado en su forma arcaica.

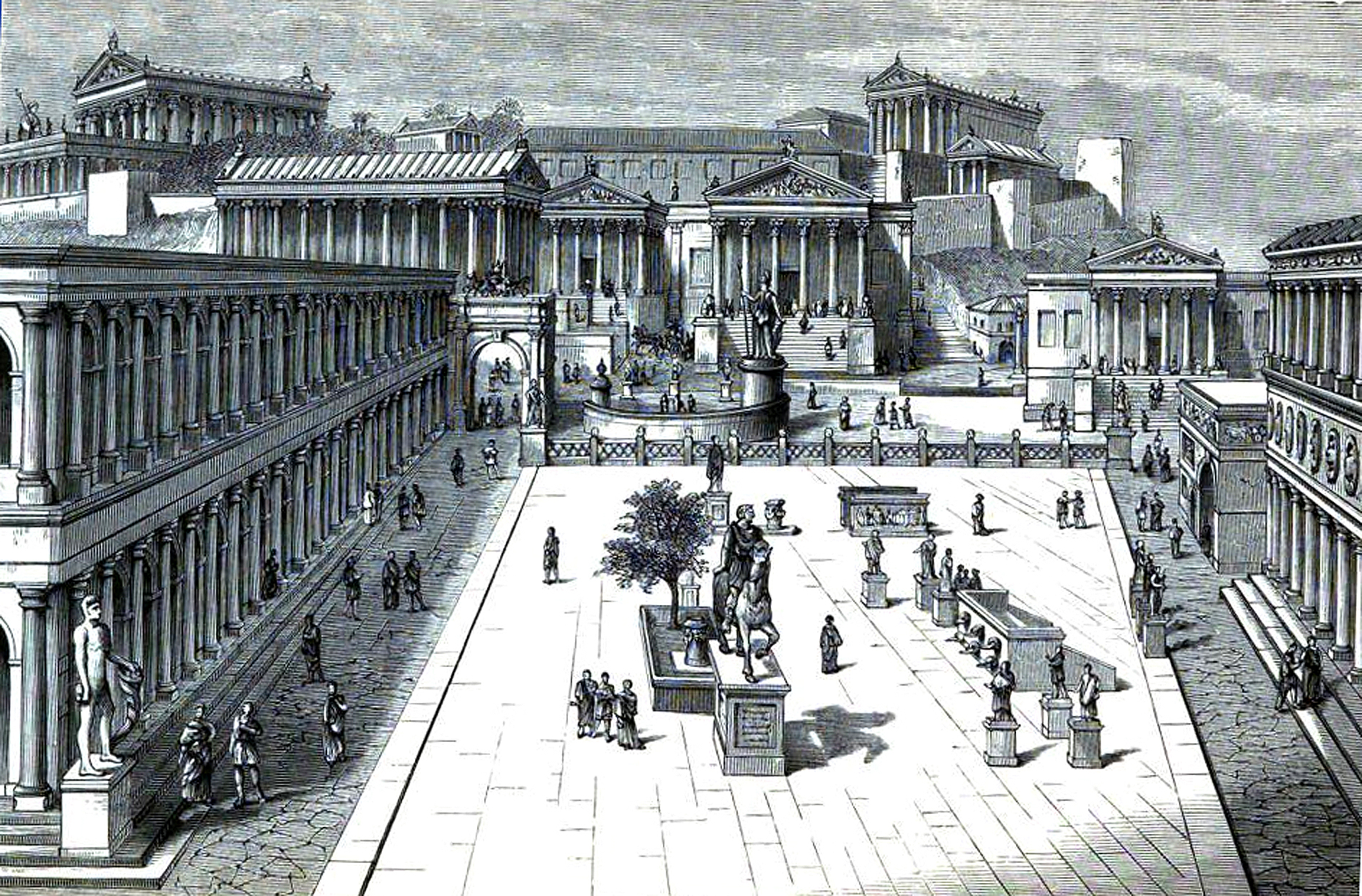
Foro y Comitium después del 44 a. C., ilustración del libro de Francis Morgan Nichols The Roman Forum: a topographical study, 1877.

El Comitium (en italiano, Comizio) fue un espacio público de reunión a cielo abierto de la Antigua Roma, y tuvo un enorme significado religioso y profético. El nombre procede de la palabra latina para «asamblea». La ubicación del Comitium en la esquina noroeste del Foro Romano se perdió con el desarrollo de la ciudad, pero fue redescubierto y excavado por los arqueólogos a principios del siglo XX.[cita requerida] Algunos de los primeros monumentos de Roma, incluyendo la plataforma para hablar públicamente conocida como los Rostra, la Columna Menia, el Graecostasis y las Tabula valeria formaban parte o se relacionaban con el Comitium.
El Comitium fue el lugar de gran parte de la actividad política y judicial de la Roma republicana. Allí se reunía la asamblea curiada, las primeras asambleas populares de divisiones de voto organizado de la República. La asamblea tribal y la asamblea plebeya de la República se reunían aquí. El Comitium quedaba enfrente de la casa de reunión del Senado Romano - la aún existente Curia Julia y su predecesora, la Curia Hostilia. La curia se relaciona con el Comitium tanto por Livio y Cicerón.
La mayor parte de las ciudades romanas tenían un Comitium similar para reuniones públicas (L. contiones) o asambleas para elecciones, consejos y tribunales. Como parte del foro, donde se ubicaban los templos, y edificios comerciales, judiciales y municipales, el Comitium era el centro de la actividad política. Los romanos tendieron a organizar sus necesidades en ubicaciones específicas dentro de la ciudad. Conforme la ciudad creció, la gran Comitia Centuriata se reunió en el Campo de Marte, fuera de las murallas. El Comitium siguió teniendo importancia para elecciones formales de algunos magistrados; sin embargo, conforme su importancia decayó tras el final de la república, lo mismo ocurrió con la importancia del Comitium.

## Historia arcaica
El primer uso del Comitium como una zona de asamblea política, junto con los mismos comienzos de Roma, es algo borroso entre la leyenda y el descubrimiento arqueológico. Las historias tradicionales del rey Servio Tulio y Rómulo tienen muchas similitudes en lo que se refiere a los orígenes de los Comitia, que llevó a que se considerara a Rómulo, a menudo, como una copia de Tulio. Ambos estaban estrechamente relacionados con el dios Vulcano, tuvo un papel a la hora de organizar los comitia, y fueron representados como los fundadores de Roma. Otras mitologías contradictorias, o «duales», incluyen la supuesta tumba de Rómulo, quien resultó muerto durante el conflicto con los sabinos y fue enterrado bajo el Volcanal. Leyendas alternativas afirman que solo quedó herido y que el lugar es donde resultó muerto Faustulo al separar a los gemelos en el combate. Muchas de las leyendas transfieren el Comitium del Palatino. Por ejemplo, el pomerio donde se dice que Remo durmió así como el Ficus Ruminalis y la escultura de la loba amamantando a los gemelos tienen otras leyendas que compiten entre sí. El asentamiento original en el palatino, la Roma Quatrata, contenía las reliquias de Rómulo. Una ampliación de la ciudad cuadrada se ve en el Septimontium, las siete colinas originales. Antiguas historias sugieren que Tarpeya estaba tomando agua de un manantial aquí cuando vio a Tacio por primera vez.
El Comitium contiene el documento más antiguo que se conserva del Estado Romano, un cippus o pedestal inscrito que se encontró en la segunda planta del Comitium, y que se remonta al 450 a. C. Esta inscripción informa a los ciudadanos de sus deberes cívicos. Los tribunales romanos se celebraban en el Comitium antes de que se aceptase cualquier otra ubicación. Con el tiempo, tales juicios se trasladarían a las basílicas o al foro, excepto para los asuntos más complejos. El Comitium tenía una serie de estructuras de madera que serían desmontadas durante la temporada de inundaciones. El tribunal estaría generalmente formado por un magistrado, el reo (generalmente mantenido en una jaula bajo una plataforma elevada), la representación del acusado, y el acusador. La Rostra vetera fue un tribunal permanente que con el tiempo se llevó a cabo en un monumento de guerra pero aún dentro del templo del Comitium. La rostra en sí misma pudo haber sido considerada un templo. Un reloj de sol que se alzaba en la rostra durante un período de tiempo era eventualmente reemplazado con nuevos mecanismos. El lugar se había usado para ejecución de la pena capital así como para mostrar los cuerpos y los miembros de oponentes políticos derrotados y funerales. Tanto el Foro como el Comitium se usaron para espectáculos públicos.
En su estudio del año 1912 , Francis Macdonald Cornford explica que el Comitium romano fue inaugurado como un templo, se le dio forma cuadrado y se orientó a las cuatro esquinas del cielo. Pero Plutarco describe un lugar circular trazado por Rómulo en la fundación de Roma usando la adivinación, después de haber enviado a buscar hombres de Etruria que le enseñaran los necesarios ritos sagrados. Se cortó una trinchera circular en el terreno y se colocaron dentro ofrendas votivas y muestras de tierra de origen de cada hombre. «A la zanja se le llama mundus- el mismo nombre que se le da al firmamento (Ολυμπος)». Desde el centro de este círculo, el circuito de las murallas de la ciudad se diseñó y se aró. Todo lo que quedaba dentro de esta superficie era sagrado. Fue el centro tradicional de la ciudad como una área similar lo fue en el asentamiento originario en el Palatino. El Umbilicus urbis Romae marca el centro de Roma. El consejo senatorial probablemente empezó reuniéndose dentro de un viejo templo etrusco en la parte norte del Comitium identificado como perteneciente a la Curia Hostilia desde el siglo VII a. C. Según la tradición, Tulio Hostilio construyó o reformó esta estructura. Puede que existiera un complejo ral cerca de la Casa de las vírgenes vestales en un extremo del Foro Romano.

## Bajo la República romana
Cuando Roma se convirtió en una república, el altar original y el santuario de Vulcano pudieron haber servido como un podio para los senadores o los rivales políticos. Los rostra tuvieron sus comienzos cerca de este lugar. Se cree que la tradición de dirigirse a la multitud desde una plataforma elevada con propósitos políticos pudieron haber comenzado ya con el primer rey de Roma. En esta zona hubo otra plataforma elevada para los oradores, con escaleras que subían y bajaban a cada lado. La primera estructura a la que se llamó «Rostra» estuvo en la sección sureste del patio delantero de la Curia Hostilia en el borde del Comitium. Cuando creció la población, ya no entraban todos los romanos en el Comitium, y los oradores de la República tardía darían la espalda a la Curia y a las multitudes dentro del Comitium y dirigirían su discurso a la multitud en el Foro. Las más importantes decisiones y leyes de la ciudad se hacían en el senado. Una ley exigía que cualquier propuesta no aprobada dentro de un espacio consagrado y con augurios, no era válida. Por esta razón todos los lugares de reunión del senado eran templos. A lo largo del tiempo, al crecer el poder y el tamaño del senado, igualmente creció la casa del senado. En 80 a. C., Sula amplió la curia y además le añadió calefacción al edificio por vez primera.
En 55 a. C. estalló una guerra política en la ciudad entre dos facciones, una liderada por Clodio, el otro por su adversario Milón. La Rostra se convirtió en una fortaleza y más de una vez se usó para lanzar misiles mortales sobre el lado opuesto. El 2 de enero de 52 a. C., Clodio murió a manos de sus oponentes cerca de Bovilas, lo que dio lugar a una algarada en la que sus seguidores llevaron el cuerpo al Comitium y lo quemaron en una pira funeraria improvisada con el edificio senatorial de la Curia Hostilia. El fuego consumió la Curia, destruyéndola y dañando la basílica Porcia. Fausto Cornelio Sila, hijo del dictador Lucio Cornelio Sila recibió el encargo del Senado de reconstruir la curia. Su estructura duró solo siete años, hasta que Julio César lo reemplazó con un edificio de su propio diseño.

## Estructuras dentro delComitium
El Comitium estaba abierto hacia el Foro, en el límite donde los monumentos y las estatuas que atestiguaban los acontecimientos políticos y en reconocimiento de romanos famosos. Había cuatro higueras sagradas en Roma, tres de ellas en el Foro. Un árbol plantado cerca del templo de Saturno fue quitado cuando su sistema de raíces comenzó a minar una valiosa estatua. En el medio foro una higuera se alzaba junto a un olivo y una vid. Verrio Flaco, Plinio y Tácito afirman que un tercer árbol se alzaba en el Comitium cerca de la estatua del augur Attus Navia quien, según la leyenda, dividió una piedra de molino con una navaja en el Comitium y transfirió la Ficus ruminalis o su importancia sagrada de la base de la colina Palatina a la zona de la asamblea. Los eruditos aún se refieren a la Ficus Navia como la Ficus Ruminalis mientras hacen una excepción con la diferencia. Livio indica que se erigió una estatua a Horacio Cocles en el Comitium. Existió otro escenario dentro del Comitium además de los Rostra. La graecostasis se encontraba en el lado noroeste del foro. Además de los Rostra y la Graecostasis estaba la Columna Menia. En 338 a. C., el cónsul Cayo Menio erigió una columna que algunos historiadores creen que procedía del atrio de su casa que fue vendida a Catón y Flaco como menciona Pseudo-Asconio (Caec. 50). Plinio afirma que el accensus consulum anunciaba la supremam horam, el momento en que el sol había bajado de la columna Menia al Carcer. Esto se hacía desde el mismo lugar que la llamada de mediodía, la Curia. La columna estaba al sur del lugar de observación o en una línea que pasaba por los Rostra y la Graecostasis. La Tabula Valeria fue una de las primeras obras públicas de este tipo en la ciudad. En 263 a. C., el cónsul Manio Valerio Máximo Mesala colocó una pintura de su victoria sobre Herón y los cartagineses en Sicilia, en el lado de la antigua curia. Samuel Ball Platner afirma en su libro The topography and monuments of ancient Rome (1911):

Una explicación más probable es que la tabula Valeria fue una inscriñción en bronce o mármol, conteniendo las provisiones de las famosas leyes Valerio-Horatianas en relación con el oficio del tribuno. Semejantes tablillas pudo de manera muy natural estar cerca de su subsellia.

 El Comitium cambió después de César. El lugar original de muchos de los monumentos y las estatuas fue alterado drásticamente. Uno de los mayores cambios se refiere a los Rostra Vetera. Esta estructura cambió considerablemente incluso antes del 44 a. C. Comenzó con la primera curia para el senado en el 60 a. C. y un santuario que fue añadido veinte años después donde creían que había ocurrido un milagro, de leche y sangre cayendo del cielo.

## Bajo Julio César
El Comitium quedó reducido de tamaño dos veces seguidas, primero por Sila y luego por Julio César. Uno de los muchos proyectos de construcción de César fue trasladar o reemplazar los Rostra Vetera, nivelar el Comitium y desmantelar la curia y realinearla con los nuevos rostra.
Un episodio pudo haber constribuido a la conspiración de los Liberatores contra César fue con ocasión de la fiesta de las Lupercales. Marco Antonio, como uno de los partícipes, se acercó a César mientras este permanecía en pie en el Comitium en los rostra. Marco Antonio ceremonialmente intentó colocar una corona de laurel sobre la cabeza de César. César teatralmente la rechazó, y recibió el aplauso del pueblo. Esto se hizo varias veces hasta que la corona fue finalmente colocada sobre la cabeza de una estatua de César, que fue entonces inmediatamente arrancada por los enemigos de César.
Los rostra eran el lugar más prestigioso en Roma desde el cual hablar. Cicerón destacó este honor en su primer discurso como pretor.[cita requerida] Era la primera vez que Cicerón hablaba desde los rostra. Las filípicas se convirtieron en uno de los escritos más populares del orador. Las obras marcaron un regreso a la política activa en 43 a. C. después de un largo retiro. En ellas, atacó a Marco Antonio como la mayor amenaza al gobierno republicano tras la muerte de César. Escribió sobre la libertas o libertades que los ciudadanos de Roma habían perdido bajo Julio César y denunció violentamente a Marco Antonio. Al menos uno de estos discursos fue pronunciado desde los rostra. Cuando los conspiradores fueron odos derrotados, Ocatavio intentó mantener el nombre de Cicerón fuera de la lista de los condenados a muerte. Al final, Marco Antonio ganó y consiguió que las manos y la cabeza del orador se expusieran en los rostra.

## Arqueología

### ElComitiumen Roma

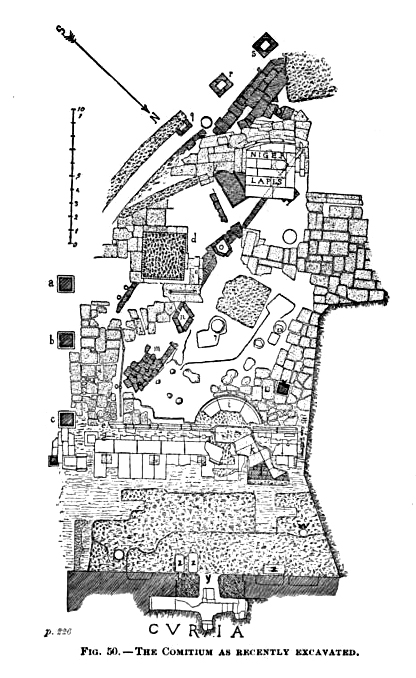
Esquema arqueológico de las excavaciones del Comitium en 1899. Este es el nivel que se expone actualmente.

En la Edad Media, objetos de la antigua civilización romana suscitó la curiosidad de los coleccionistas. Las primeras excavaciones por toda Europa consistieron básicamente en una destructiva búsqueda de tesoros y robo de tumbas. La arqueología formal en Roma no comenzó hasta el siglo XIX con la fundación del Instituto di Corrrispondenza y la obra de Eduard Gerhard. Comenzando más con los museos que con excavaciones, el trabajo arqueológico empezó estudiando y catalogando las colecciones existentes como conocimiento de base para el estudio filológico de la Antigüedad.
Una serie de arqueólogos alemanes se unieron a Gerhard para hacer el mapa de Roma, siendo de gran importancia el Foro y el Comitium como centro topográfico. Se le unieron Chevalier Bunsen, Earnst Platner, Wilhelm Röstell, B. G. Niebuhr y Friedrich Hoffmann para escribir el libro Beschreibung der Stadt Rom en 1817 que fue publicado en 1832. Las teorías presentadas no tuvieron todo el apoyo de sus pares. En su libro A dictionary of Greek and Roman geography publicado en 1854, Sir William Smith afirmó:

Los puntos de vista alemanes en relación con el Capitolio, el Comitium, y otros varios puntos importantes, han encontrado muchos defensores; pero para quien esto escribe parecen en su mayor parte sin pruebas; y ha procurado en las páginas precedentes dar sus razones para esa opinión.

Ninguna gran excavación del Comitium se emprendió hasta principios del siglo XX. Las anteriores solo descubrieron niveles que databan del imperio tardío. Esto fue el caso en 1870 cuando pavimentos tardíos o estructuras fueron ubicados y excavados, deteniéndose para poder verlos y el estudio nunca se reanudó. En 1898, se estableció un comité para examinar y estudiar los fragmentos arquitectónicos anteriores para establecer una orden para restaurar los edificios antiguos. La conclusión de este estudio fue que se necesitaban nuevas y más detalladas excavaciones. Aquel mismo año, Giacomo Boni pidió que el tranvía enfrente de la iglesia de San Adrián al Foro se eliminara. Fue atendido en octubre y sustanciales nuevos fondos quedaron disponibles para una excavación más amplia. En diciembre de 1898, comenzaron las excavaciones. Entre 1899 y 1903 Boni y sus colaboradores descubrieron el Lapis Niger (la «Piedra negra») así como otros objetos al tiempo que excavaban en el Comitium. Durante el período medieval el Comitium se había convertido en un cementerio cristiano y parte de la Curia se convirtió en catacumba. Consecuentemente, más de 400 cuerpos fueron desenterrados y trasladados durante la excavación.
En el American Journal of Archaeology, segunda serie, volumen 4 1900, una carta de Samuel Ball Platner fue publicada con fecha 1.º de julio de 1899. En la carta afirmó:

Enfrente del arco de Severo comienza la línea a lo largo de la cual se ha desarrollado principalmente el trabajo en los meses pasados. Todo el muro frontal de San Adrián, la curia de Diocleciano, y el Comitium son ahora visibles. El Comitium está pavimentado con bloques de travertino y se extiende hasta y alrededor del lapis niger, que, aunque al mismo nivel, está protegida en al menos dos lados por una especie de bordillo. Este pavimento del Comitium se extiende hasta un punto directamente opuesto al medio del arco de Severo, y acaba justo detrás del lapis niger con un muro frontal curvado, que está él mismo construido sobre un pavimento de Toba más antiguo. Más atrás también descansa sobre estructuras más antiguas. Evidentemente, habían construido sobre parte del Comitium en un período posterior en algo de la misma manera que la basílica Emilia.

### LosComitiade otras ciudades
En 1953 una excavación estadounidense en la colonia latina de Cosa, 138 km al noroeste de Roma a lo largo de la costa de Italia en la moderna Toscana, identificó los restos del Comitium de la ciudad y encontraron unos escalones de anfiteatro redondeado directamente enfrente de la casa del senado local. El descubrimiento impulsó nuevas excavaciones en Roma en el lugar del Comitium en 1957. Cosa fue fundada en el 237 a. C. como un puesto militar en el recientemente conquistado territorio de los etruscos. El trazado del puerto y de la ciudad se hizo en el siglo III a. C. usando planes de ciudad regulares con calles que se cortan en ángulos rectos y el foro y el centro de culto en el centro en el arx.

## Comentario sobre elComitium
Vitrubio hace la siguiente afirmación en su De Architectura (h. 30 a. C.):

En Esparta, se han hecho pinturas de ciertas paredes cortando los ladrillos, luego se colocaron en marcos de madera, y de esta manera llevados al Comitium para adornar el edilato de [C. Viselio] Varrón y [C. Licinio] Murena.

### Otros autores mencionados
Estos libros están descatalogados y no tienen número de ISBN. Su antigüedad significa que alguna información de estos libros o periódicos pudieron haber cambiado desde la publicación original. Se usan en este artículo en relación a información que es la más antigua, la original, o la primera obra impresa sobre el tema, o donde la información aún es pertinente a día de hoy.
- Brown, E. Burton- (1905). Recent excavations in the Roman Forum. Scribner's.
- Burn, Robert (1871). Rome and the Campagna. Deighton, Bell, and Co.
- Hülsen, Christian (1906). The Roman forvm. G.E. Stechert & Co.
- Lanciani, Rodolfo Amedeo (1897). The ruins and excavations of ancient Rome. Houghton Mifflin.
- O'Connor, Charles James (1909). The Graecostasis and its vicinity. University of Wisconsin.
- Pais, Cosenzahor, Ettorie, Emilio (1906). Ancient legends of Roman history. Londres: Swan Sonnenschein & Co., LTD.
- Platner, Ernest Zacharias; Bunsen, Christian Karl Josias; Gerhard, Eduard; Röstell, Wilhelm; Urlichs, Ludwig von; Niebuhr, Barthold Georg; Hoffmann, Friedrich (1.º de enero de 1832). Beschreibung der Stadt Rom. . G. Cotta; Elibron Classics edition.
- Platner, Samuel Ball (1911). The topography and monuments of ancient Rome. Allyn and Bacon.
- Smith, Sir William (1854). Dictionary of Greek and Roman geography. Boston: Little Brown.